# Шмагия
«Шмагия» — роман Генри Лайона Олди (псевдоним харьковских писателей Дмитрия Громова и Олега Ладыженского) в жанре фэнтези с элементами пародии. Также в романе есть признаки научной фантастики, историко-мифологического романа и детектива. Написан в 2003—2004 годах.
Действие в «Шмагии» происходит в фэнтезийном мире, где магия имеет статус точной науки: она рассчитывается по точным формулам, её изучают в научно-исследовательских заведениях, ставятся эксперименты, пишутся учебники и монографии, в терминологии используется латынь. Важную научную проблему представляет собой так называемый «слом» — синдром ложной маны.
Роман относится к циклу «Фэнтези» («Чистая фэнтези»), куда также входят также роман «Приют героев» (написан в 2005 году), роман «Гарпия» (2007—2008), цикл «Три повести о чудесах» (2006—2007, включает в себя повести «Захребетник», «Снулль вампира Реджинальда», «Скорлупарь») и цикл «Рассказы очевидцев, или Архивы Надзора Семерых» (2002–2007).

## Сюжет
Магу по имени Андреа Мускулюс, остановившемуся проездом в городе Ятрица, приходится расследовать целый ряд давних и недавних происшествий: пропажа местных детей, заговор против короля Реттии и др. Мускулюс и его коллега Фортунат Цвях исследуют феномен «шмагии», или «слома» (синдрома ложной маны), пытаются понять природу демонов, рождающихся из неудовлетворённых человеческих желаний, патологических стремлений.

## Проблематика
В «Шмагии» затрагивается вопрос о месте графоманов в искусстве. Как быть тому, кто не может стать волшебником, властителем людских дум, но очень хочется? Искренний самообман и отношение общества к тем, кто этот самообман совершает, — существенная и широкая проблема. Однако какую из двух магий нужно считать подлинной — высокую науку или ту, что дарит душе забвение, погружает её в иллюзию, спасает от серости, обыденной рутины? Однозначного ответа на этот вопрос у авторов нет. Каждый из читателей вправе выбирать устраивающий его вариант.